# Rutger von Langerfeld

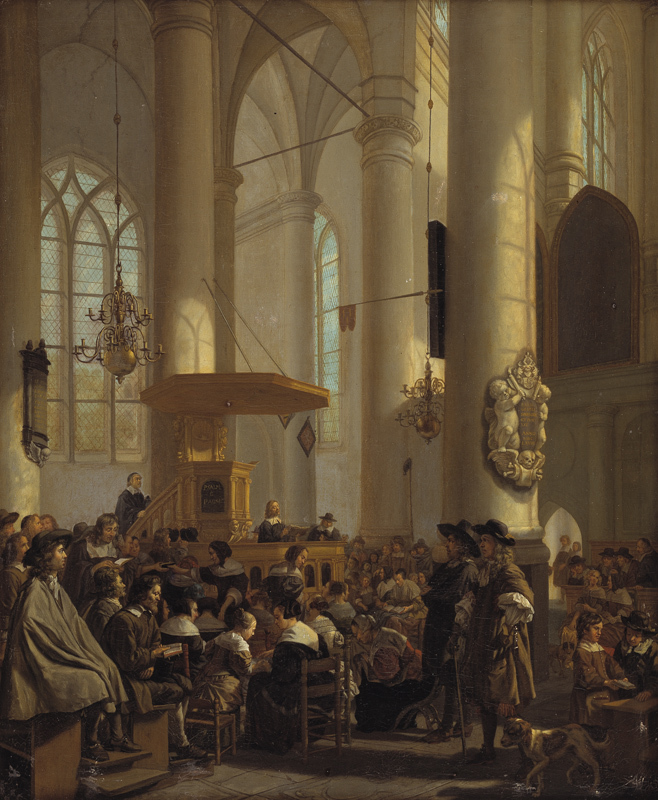
Innenraum einer niederländischen Kirche, Statens Museum for Kunst

Rutger von Langerfeld, niederländ. Rutger van Langevelt (* 15. Februar 1635 in Nimwegen; † 15. März 1695 in Berlin) war ein niederländischer Mathematiker, Maler und Architekt.

## Herkunft und Ausbildung
Rutger von Langerfeld kam am 15. Februar 1635 in Nimwegen zur Welt. In den Niederlanden und Frankreich bildete er sich in den Fächern Mathematik, Malerei und Baukunst und sammelte dort praktische Erfahrungen. Ab 1670 soll er als Maler in seiner Heimatstadt Nimwegen gewirkt haben.

## Berufung nach Berlin

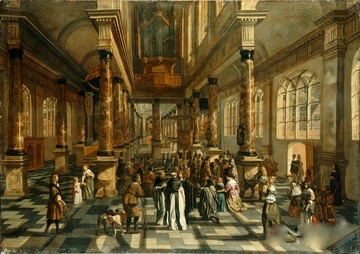
Innenraum einer Kirche, 1671, Schloss Caputh

Mit 43 Jahren nahm Langerfeld einen Ruf des großen Kurfürsten, Friedrich Wilhelm, nach Berlin an. Er kam im Sommer 1678 in die brandenburgische Hauptstadt und wurde dort mit sofortiger Wirkung zum Hofmaler bestellt. Später übernahm Langerfeld auch das vakante Amt eines Hofarchitekten. Auf besonderen Wunsch des großen Kurfürsten unterrichtete Langerfeld dessen Söhne, Prinz Ludwig und Prinz Philipp Wilhelm im Zeichnen, in Mathematik und in der Befestigungskunst.
Mit Wirkung vom 25. März 1689 bestätigte Kurfürst Friedrich III., der spätere König Friedrich I., Langerfeld in seinen Ämtern als Hofmaler und Hofarchitekt.
Von seiner baukünstlerischen Tätigkeit ist nur der Neubau des Jagd- und Lustschlosses zu Berlin-Köpenick (1677–1690) archivalisch gesichert, dessen Bauleitung er bis 1684 innehatte. Mit Recht zugeschrieben wird Langerfeld die 1678 begonnene Dorotheenstädtische Kirche in Berlin (vollendet 1687, kriegszerstört), ein einfacher Zentralbau auf griechischem Kreuzgrundriss mit Dachreiter. Aus der dortigen Gedenktafel für Langerfeld ging hervor, dass er auch mathematische Werke verfasst hat.
Als Maler hat er sich, ausgehend vom niederländischen Manierismus, dem kühlen norddeutschen Barock zugewandt. Sein „Kircheninneres“ von 1671 im Schloss Caputh ist typisch für die erstgenannte Stilrichtung. In Berlin schuf er um 1680 das Deckenfresko im Kronkabinett und in der Betkammer der Kurfürstenräume des Stadtschlosses (1945 zerstört).
Zusammen mit Joseph Casteels entwarf Langerfeld sechs große Gobelins für den Berliner Hof, welche dann von Pierre Mercier ausgeführt wurden; letzterer war der Begründer der ersten Gobelin-Manufactur Berlin. Von den Schülern Langerfelds seien hier vertretend die Maler Samuel Theodor Gericke und Friedrich Wilhelm Weidemann genannt. Auch Langerfelds Sohn Wilhelm war Maler.

## Tod
Im Alter von 60 Jahren starb der Maler und Architekt Rutger von Langerfeld hoch angesehen am 15. März 1695 in Berlin. Seine Witwe Aletta de Man, die aus vornehmem Geschlecht stammte, ließ für ihn in der Neustädtischen Kirche zu Berlin ein prächtiges Grabdenkmal errichten.

## Werke
- Gemälde im Rathaus von Nimwegen (1670)
- Schloss Köpenick (1678–1684)
- Dorotheenstädtische Kirche (1678–1687; 1861–1863 umgebaut, im Zweiten Weltkrieg zerstört)